# 알리크 사하로프
알리크 사하로프(러시아어: Алик Сахаров Alik Sakharov[*], 1959년 5월 17일 ~ )는 소련 출신의 미국 영화 촬영 기사, TV 연출가이다.

## 출연 작품
- 스트로우 독스 (2011)
- 왕좌의 게임 1 (2011)
- 더 트루스: 무언의 제보자 (2008)
- 로마 1 (2005)
- 소프라노스 (1999)
- 애니멀스(영어판) (1998)
- 룰루 온 더 브릿지 (1998)
- 리페어 숍 (1998)
- 사랑! 용기! 연민! (1997)
- 컴포터블 넘 (1995)
- 미드나잇 에디션 (1993)